# Jiggly Caliente
Bianca Castro-Arabejo, född 29 november 1980 i San Pedro i Filippinerna, död 27 april 2025, känd under artistnamnet Jiggly Caliente, var en filippinsk-amerikansk dragqueen, sångare och skådespelare. Hon blev känd genom sin medverkan i fjärde säsongen av RuPaul's Drag Race, sjätte säsongen av RuPaul's Drag Race: All Stars, som jurymedlem i Drag Race Philippines samt för sin återkommande roll som Veronica Ferocity i FX- serien Pose. Den 9 mars 2018 släppte hon sitt debutalbum T.H.O.T. Process. År 2020 var hon en av programledarna för Translation, det första talkshowprogrammet på en större tv-kanal med en panel helt bestående av transpersoner.

## Biografi
Caliente föddes i San Pedro, La Laguna, Filippinerna. I första klass blev hon avstängd från skolan efter att ha stuckit en mobbare i handen med en penna. År 1991, vid tio års ålder, flyttade hon till USA tillsammans med sin mamma och bror, och bodde i Sunnyside, Queens, i New York. Hon kom ut som homosexuell under gymnasietiden, och hennes dragmamma var Chevelle Brooks. Hennes dragförnamn var inspirerat av Pokémon-figuren Jigglypuff, och hennes ursprungliga dragnamn var Jiggly Puff.

### Drag Raceoch dragkarriär
Caliente presenterades som en av de tretton tävlande i säsong 4 av RuPaul's Drag Race den 13 november 2011. Hon slutade på åttonde plats totalt, efter att ha blivit eliminerad i en lip sync-duell mot Willam. Hon syntes i arkivbilder i finalen av säsong fem och deltog i direktsändningen av finalen i säsong 6, där hon ställde en tittarfråga till Bianca Del Rio.
Utanför Drag Race dök hon upp i början av NewNowNext Awards. 2012. Hennes skådespelarkarriär började 2015, då hon spelade en butiksägare i säsongsfinalen av Broad City. Hon var en av trettio dragqueens som medverkade i Miley Cyrus  framträdande på VMA-galan 2015. År 2016 var hon med i pilotavsnittet av Search Party. År 2017 spelade hon en roll tillsammans med Drag Race-kollegorna Bob The Drag Queen, Katya och Detox i säsongsfinalen av Playing House. Hon gjorde även ett framträdande som bakgrundssångerska i Bob the Drag Queen och Alaskas musikvideo "Yet Another Dig". Hon spelade karaktären Veronica i serien Pose, Pose, och medverkade i avsnitt sex och åtta i första säsongen. Som gäst i webbserien Bootleg Fashion Photo Review av före detta Drag Race-deltagaren Yuhua Hamasaki, bekräftade Caliente att hon skulle återvända i fler avsnitt av Pose andra säsong. 

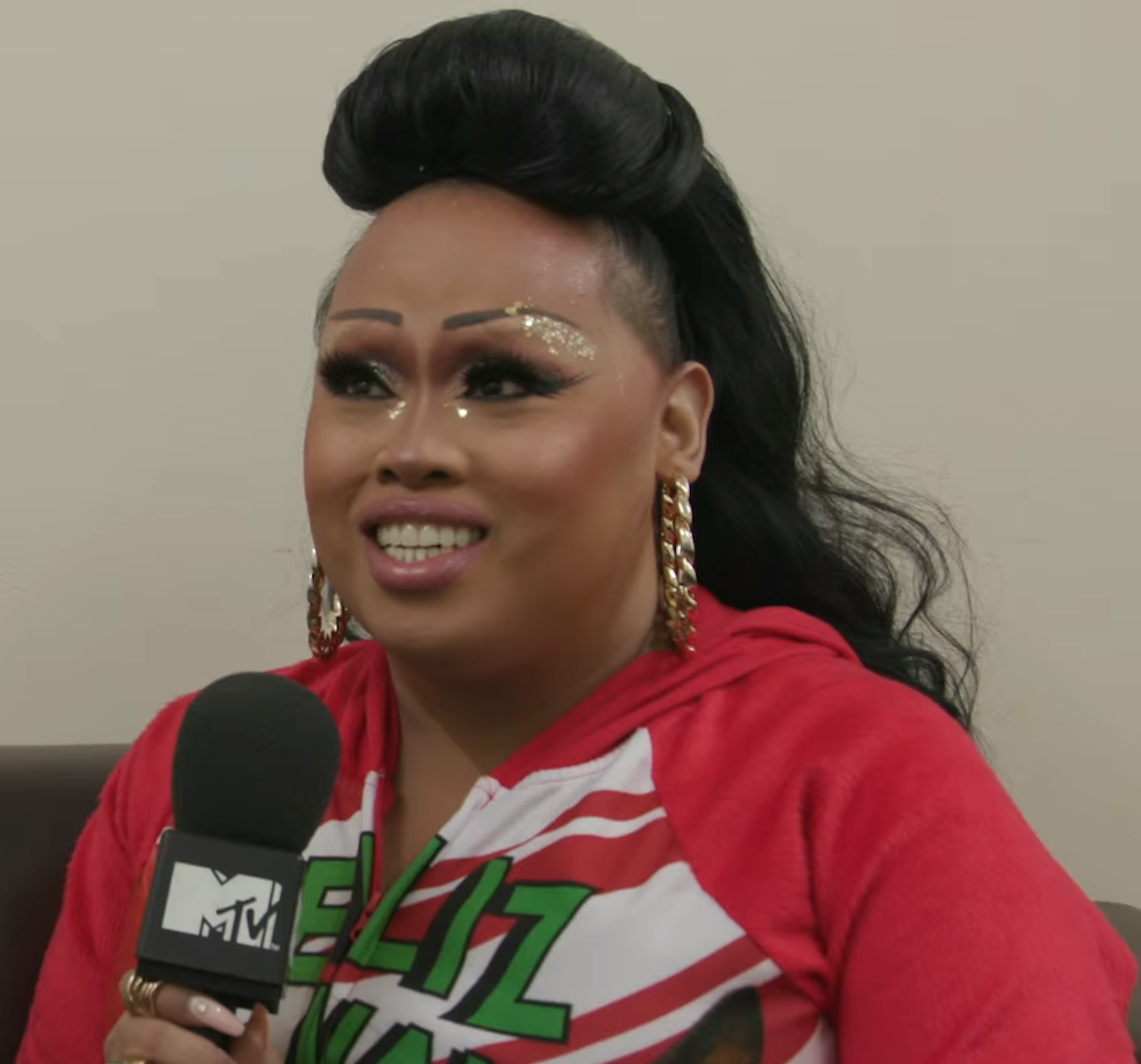
Jiggly Caliente, 2018.

I september 2018 uppträdde Caliente som bakgrundsdansare bakom Christina Aguilera under visningen av Opening Ceremonys vårkollektion 2019, tillsammans med andra tidigare deltagare från Drag Race. I november 2018 gjorde hon ett gästframträdande i Saturday Night Live tillsammans med Peppermint, även hon en tidigare Drag Race-deltagare, som dragqueen i sketchen Garmin GP-Yass. 
År 2020 var Jiggly Caliente programledare för Translation, det första talkshowprogrammet på en stor tv-kanal med en helt transpersonlig ensemble.
Den 26 maj 2021 tillkännagavs hon som en av de 13 dragdrottningar som skulle återvända i sjätte säsongen av RuPaul’s Drag Race: All Stars. Hon eliminerades i det andra avsnittet och slutade på tolfte plats. Hon var även huvuddomare i Drag Race Philippines, som hade premiär den 17 augusti 2022.

### Musikalisk karriär
Caliente släppte sin första singel, “Fckboi”, den 1 mars 2018 på sin Vevo-kanal. Hennes debutalbum, T.H.O.T. Process, släpptes den 9 mars 2018. Albumet innehåller tolv spår och gästas av flera tidigare deltagare från Drag Race, däribland Sharon Needles, Peppermint, Alaska, Ginger Minj, Phi Phi O'Hara (krediterad som Jaremi Carey) och Manila Luzon. Albumet innehåller också en introduktion med RuPaul. Detta var det första hiphop-baserade albumet som släppts av en tidigare deltagare från Drag Race. Musikvideon till låten “All This Body” hade premiär den 30 november 2018 och medverkade Alaska, Ginger Minj och Isis King.
Caliente medverkade även som huvudartist på de tre första volymerna av Dragrace Christmas Queens-albumen. Musikvideon till låten “Ratchet Christmas” från första volymen publicerades den 9 december 2015. Hon medverkade också på samlingsalbumet Christmas Queens 3 (2017).

## Privatliv
Caliente kom ut offentligt som transperson år 2016.

### Död
I april 2025 fick hon sitt högra ben amputerat kirurgiskt på grund av en infektion. Några dagar senare, den 27 april, meddelade hennes familj att hon hade avlidit.

## Diskografi

### Album
| År   | Titel             |
| ---- | ----------------- |
| 2018 | T. H.O.T. Process |

### Singlar
| År   | Titel           |
| ---- | --------------- |
| 2018 | "Fckboi"        |
| 2018 | "All This Body" |

## Filmografi

### Film
| År   | Titel      | Roll         | Typ        |
| ---- | ---------- | ------------ | ---------- |
| 2019 | The Queens | sig själv    | dokumentär |
| 2020 | Milkwater  | Gigi Sordide | långfilm   |

### Tv
| År         | Titel                                    | Roll                                      |
| ---------- | ---------------------------------------- | ----------------------------------------- |
| 2010       | Ugly Betty                               | säsong 4, avsnitt 13: "Chica and the Man" |
| 2012       | RuPaul's Drag Race (säsong 4)            | tävlingsdeltagare (åttonde plats)         |
| 2012       | RuPaul's Drag Race: Untucked             | sig själv                                 |
| 2014       | RuPaul's Drag Race (säsong 6)            | sig själv                                 |
| 2015, 2019 | Broad City                               | butiksägare, brunch-dragqueen             |
| 2016       | Search Party                             |                                           |
| 2018       | RuPaul's Drag Race (säsong 10)           | sig själv, gäst                           |
| 2018       | Saturday Night Live                      | GP-Yasss-sketch                           |
| 2018–2021  | Pose                                     | Veronica Ferocity (tolv avsnitt)          |
| 2019       | Full Frontal with Samantha Bee           | dragqueen                                 |
| 2020–2025  | Translation                              | medprogramledare                          |
| 2021       | CNN Philippines                          | sig själv (gäst)                          |
| 2021       | RuPaul's Drag Race: All Stars (säsong 6) | tävlingsdeltagare (tolfte plats)          |
| 2021       | RuPaul's Drag Race All Stars: Untucked   | tävlingsdeltagare (tolfte plats)          |
| 2021       | Good Morning America                     | sig själv (gäst)                          |
| 2022-2025  | Drag Race Philippines                    | sig själv (gäst domare)                   |

### Musikvideor
| År   | Titel                 | Artist             | Ref.   |
| ---- | --------------------- | ------------------ | ------ |
| 2011 | "Go Off"              | Sahara Davenport   | [ 31 ] |
| 2011 | "Het Couture"         | Manila Luzon       |        |
| 2012 | "Queen"               | Xelle              |        |
| 2017 | "Yet Another Dig"     | Bob The Drag Queen |        |
| 2017 | "Let It Snow"         | Christmas Queens   | [ 32 ] |
| 2018 | "Fckboi"              | hennes egen        |        |
| 2018 | "I Don't Give A F*ck" | hennes egen        | [ 33 ] |
| 2018 | "All This Body"       | hennes egen        | [ 34 ] |
| 2021 | "Gummy Bear"          | Ginger Minj        | [ 35 ] |
| 2022 | "Angle"               | Willow Pill        | [ 36 ] |

### Webbserier
| År        | Titel                      | Roll      | Typ                             | Ref.   |
| --------- | -------------------------- | --------- | ------------------------------- | ------ |
| 2014      | Ring My Bell               | sig själv | gäst                            | [ 37 ] |
| 2016      | Fashion Photo RuView       | sig själv | gäst,tmedprogramledare          | [ 38 ] |
| 2016      | How to Makeup              | sig själv | gäst                            | [ 39 ] |
| 2016-2018 | Hey Qween!                 | sig själv | gäst; två avsnitt               |        |
| 2018      | Spillin' the Tea           | sig själv | medprogramledare                | [ 40 ] |
| 2019      | Reading Queens             | sig själv | gäst                            | [ 41 ] |
| 2019      | Drag Queen Video Dates     | sig själv | gäst                            | [ 42 ] |
| 2019      | Bootleg Opinions           | sig själv | gäst                            | [ 43 ] |
| 2021      | Whatcha Packin'            | sig själv | gäst                            | [ 44 ] |
| 2021      | Drag Queen Makeup Tutorial | sig själv | gäst                            | [ 45 ] |
| 2022      | Binge Queens               | sig själv | RuPaul's Drag Race: UK säsong 4 | [ 46 ] |
| 2023      | Bring Back My Girls        | sig själv |                                 |        |